# Mikrobiom
Mikrobiom eller mikrobiota betegner det økologiske samfund af mikroorganismer, der deler en organismes indre og ydre rum. For menneskekroppens vedkommende kan det populært udtrykkes som: Alle de kræ, der kalder din krop for sit hjem. Fra introduktionen af udtrykket betegnede mikrobiom  helheden af mikroorganismer, der residerer i og på en organismes. Det gælder både kommensaler (mikroorganismer, der ikke skader eller påvirker værten), symbiotiske mikroorganismer (mikroorganismer, der er til gavn for værten) og patogene mikroorganismer (mikroorganismer, der skader værten). Undertiden skelnes mellem mikrobiom og mikrobiota, således at mikrobiom begrænses til det samlede genom af alle kroppens mikroorganismer.
Menneskets mikrobiom består af alle mikroorganismer, både protister, bakterier og svampe, der befinder sig på og i kroppen..
Menneskets krop rummer mere end ti gange så mange mikrobielle celler som menneskeceller, skønt det totale mikrobiom kun skønnes at veje mellem 200 og 1.400 gram, og det samlede mikrobiom indeholder mindst 100 gange så mange gener som det humane genom.
Mikrobiomets betydning for menneskets sundhed blev først almindeligt anerkendt i slutningen af 1990'erne med introduktionen af moderne, hurtige DNA-metoder.
Mange andre miljøer end menneskekroppen undersøges nu med hensyn til mikrobiomer, f.eks. insekter, jord, havvand og ferskvand.

## Mikrobiomets sundhedsmæssige betydning
Tidligst blev man opmærksom på de vitaminproducerende tarmbakterier.
Den største betydning af mikrobiomet kan være for normal udvikling og vækst og for auto-immune sygdomme som diabetes, leddegigt, muskeldystrofi, dissemineret sklerose, fibromyalgi og måske visse former for kræft.
Fedme kan måske også skyldes eller forværres af en dårlig blanding af mikroorganismer i tarmen (se henvisning nedenfor).
Mikrobiomet kan også have en sammenhæng med nervefunktioner, idet neurotransmittere kan produceres eller modificeres af visse mikroorganismer.
Forsøg med mus har vist at Clostridia-bakterier kan forhindre allergi.
Danske forskere har i 2016 vist at der er en årsagssammenhæng mellem forekomsten af tarmbakterierne Prevotella copri og Bacteroides vulgatus, forhøjet BCAA (dvs. forhøjede forgrenede aminosyrer) og insulinresistens, der fører til sygdommen type 2 diabetes.

## Tarmmikrobiota
Det anslås at en mennesketarm rummer mellem 500 og 1.000 forskellige arter af bakterier. Der er i den seneste tid (2013) blevet fokus på tarmmikrobiotaen som en stor kemikalie-fabrik, der ikke bare leverer vitaminer, hormon-aktive stoffer og immun-aktive stoffer, men som også spiller en rolle i sygdomme og fedme.
Danske forskere har gjort en stor indsats for at kortlægge europæernes tarmmikrobiota.

## Mundhulen
Tunge, tænder og gummer er forskellige levesteder for mikroorganismer og udviser forskellige samfund af mikroorganismer betinget af spyt, mad og drikke, alder, årstider og sygdomme.

## Eksterne links og referencer
1. ↑  Body Bugs: 5 Surprising Facts About Your Microbiome. Livescience 2013
2. ↑  The Gut Mycobiome - Don't Overlook the Unsung Fungus in Us. Labroots 2021
3. ↑  Metagenomic Analysis of the Human Distal Gut Microbiome. Science 2006
4. ↑  The human microbiome: why our microbes could be key to our health. The Guardian 2018
5. ↑  K-vitamin. Apoteket.dk
6. ↑  "Mikroliv i tarmen. Biosa.dk" (PDF). Arkiveret fra originalen (PDF) 29. oktober 2013. Hentet 24. oktober 2013.
7. ↑  The right gut microbes help infants grow. Science, 2016
8. ↑  Forskere finder sammenhæng mellem kroppens bakterier og leddegigt. Videnskab.dk
9. ↑  EXPLORING THE ROLE OF THE MICROBIOME IN MULTIPLE SCLEROSIS. Touch Neurology 2019
10. ↑  Gut bugs 'help prevent allergies'. BBC News Health
11. ↑  Human gut microbes impact host serum metabolome and insulin sensitivity. Nature 2016
12. ↑  Opsigtsvækkende dansk forskning: Disse to bakterier kan give type 2 diabetes. Ing.dk
13. ↑  Autistiske børn havde særlige bakterier i kroppen. Videnskab.dk
14. ↑  "Enterotypes of the human gut microbiome. Nature 2011" (PDF). Arkiveret fra originalen (PDF) 29. oktober 2013. Hentet 24. oktober 2013.
15. ↑  Woman becomes obese after receiving a faecal transplant from overweight donor. Science alert
16. ↑  Dansk gennembrud: Forskere finder 500 nye tarmbakterier. Videnskab.dk
17. ↑  The Forest In Your Mouth. National Geographic, 2016

- Tarmbakterier afslører om du lider af fedme. Ingeniøren.dk 2012
- Mikrobiomer: probiotiske bakterier ændre den videnskabelige viden om optag af miljøgifte. Mkittekatbloggen.dk 2011 Arkiveret 4. marts 2016 hos  Wayback Machine
- Bakterier holder allergi væk. Videnskab.dk 2011
- Tending the Body’s Microbial Garden. Science, New York Times